# Smart Products

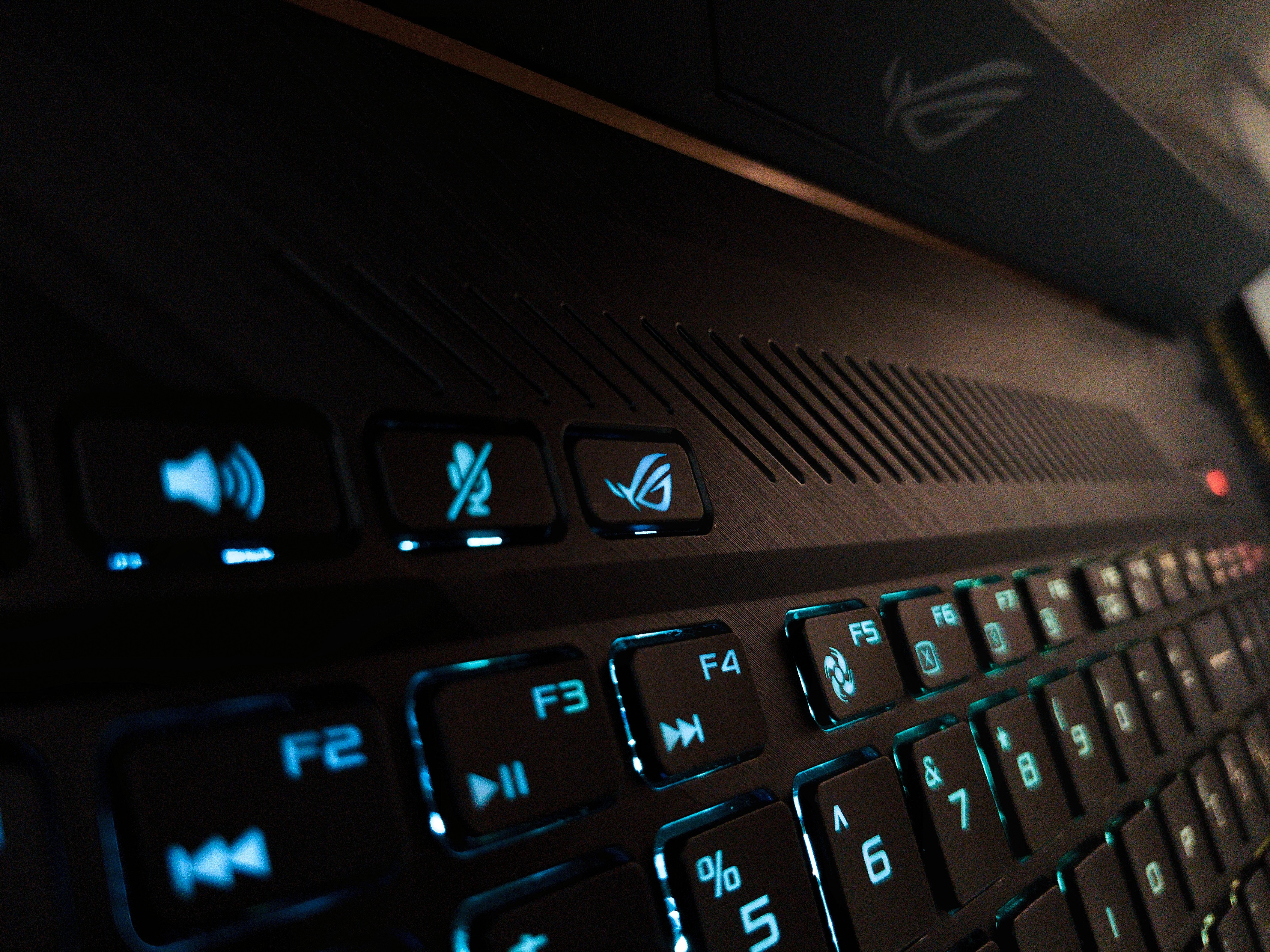
Ein Laptop könnte ein typisches Beispiel für ein Smart Product sein

Als Smart Products (aus dem Englischen übersetzt: Intelligente Produkte) bezeichnet man Produkte, welche Informationen über den Herstellungsprozess bekannt geben können. Smart Products sind Teil des Internet of Things (IoT).
Außerdem können solche Produkte Daten während der Fertigungs- und Nutzungsphase sammeln und kommunizieren. Zudem können Daten wie etwa, in welchem Fertigungsabschnitt das eben gekaufte Produkt bereits steht, oder ob es im Paketzentrum schon angekommen ist, dem Kunden zugesendet werden.

## Herstellung
Die Grundlagen für ein intelligentes Produkt setzten sogenannte Cyber Physical Systems voraus. Diese lassen Produkte mithilfe des Internet of Things untereinander kommunizieren.
Das Produkt bringt seine eigenen Fertigungsinformationen in maschinell lesbarer Form selbst mit. Diese Daten könnten zum Beispiel mithilfe eines RFID-Chips transportiert und ausgelesen werden.
Dies ermöglicht dem Produkt den nächsten Produktionsschritt der Maschine mitzuteilen. Damit lassen sich ganze Produktionsstätten in kurzer Zeit auf das neue Produkt einstellen (konfigurieren).

### Beispiel

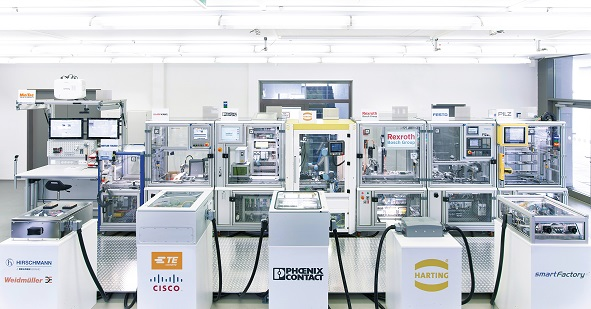
SmartFactory-KL Industrie 4.0-Anlage

Smart Products, welche über einen integrierten RFID-Chip mit ihrem Umfeld kommunizieren, laufen durch die Produktion. Es fängt mit dem Rohling eines Produktes an, der seinen Status, seine Historie und seine zukünftige Bestimmung kennt. Er teilt selbstständig den Maschinen mit, wie er bearbeitet werden muss. Dabei bleiben keine Kapazitätsengpässe und freie Ressourcen in dem vernetzten Produktionssystem unerkannt, weil es transparent und flexibel auf Abweichungen reagieren kann. Falls Bedarf besteht, schaltet die Produktion den Menschen als Entscheider ein.

## Einsatzgebiet
Solche Smart Products werden insbesondere im Industrie 4.0-Standard eingesetzt. Somit erfolgt die gesamte Fertigung schneller, effizienter und kostengünstiger, als bei den herkömmlichen Methoden der Produktion, wo es lange dauert, bis man die Produktionsstätte richtig eingerichtet hat. Durch diese Effizienz sinken die Produktionskosten sowie die Materialkosten stark. Außerdem sind die Fabriken weniger fehleranfällig, da das Produkt die Herstellungsdaten und nächsten Schritte selbstständig an die Maschine kommuniziert.
Mithilfe der Technologie können Fehlproduktionen so gut wie vermieden werden. Damit könnten selbst geringe Fertigungsmengen rentabel werden.

## Vorteile
Die Vorteile sind vielfältig und bei mehreren Produktionsschritten erkennbar.

### Transparente Lieferkette
- Dadurch, dass alle Positionen entlang der Lieferkette einsichtig sind, herrscht übergreifende Transparenz. Engpässe und Verschwendung werden sichtbar und können besser bewältigt werden.

### Vereinfachte Bestellprozesse
- Durch die Übermittlung von Bestandsdaten können Einkaufsprozesse völlig digital und automatisiert abgewickelt werden.

### Informationswege entfallen
- Durch die Verfügbarkeit der Informationen in Echtzeit entsteht eine bereichsübergreifende Effizienz und eine effizientere Ressourcennutzung.

### Verbrauchs gesteuerte Versorgung
- Die Versorgung von Maschinen kann vollständig autonom erfolgen. Dies geschieht mithilfe automatisierter Prozesse und Algorithmen.

### Big Data
- Das umfassende Datenvolumen (Big Data) ermöglicht die Optimierung von Vorräten und Beständen.

### Liefertreue
- Durch die gesteigerte Effizienz und Transparenz, von Lieferketten ergibt sich eine höhere Liefertreue.

### Mensch und Maschine als Partner
- Sie arbeiten in einer zusammen und können sich gegenseitig ergänzen. Die Maschinen werden sich in Zukunft selbstständig optimieren können und werden schneller umzustellen sein, beispielsweise durch flexible Fertigungsmodule.

## Zukunft
Smart Products könnten im Zusammenhang mit dem Umweltschutz von Bedeutung sein. Sie sparen Energie, Material und unnötige Schadstoffe ein. Dies geschieht besonders während der Produktion, da alles Überflüssige eingespart werden kann.